# Atletica leggera ai Giochi della VII Olimpiade - Corsa campestre a squadre
La competizione della corsa campestre a squadre di atletica leggera ai Giochi della VII Olimpiade si tenne il giorno 23 agosto 1920 allo Stadio Olimpico di Anversa.

## Finale (km 8)
Non si disputa una gara appositamente per assegnare questo titolo. La classifica è composta sulla base dei risultati della corsa campestre individuale.
| Pos.    | Nazione       | Atleta                | Piazz | Punti | Punti Totali |
| ------- | ------------- | --------------------- | ----- | ----- | ------------ |
| Oro     | Finlandia     | Paavo Nurmi           | 1°    | 1     | 10           |
| Oro     | Finlandia     | Heikki Liimatainen    | 3°    | 3     | 10           |
| Oro     | Finlandia     | Teodor Koskenniemi    | 6°    | 6     | 10           |
| Oro     | Finlandia     | Ilmari Vesamaa        | 14°   | -     | 10           |
| Oro     | Finlandia     | Eino Rastas           | 18°   | -     | 10           |
| Oro     | Finlandia     | Hannes Miettinen      | 23°   | -     | 10           |
| Argento | Gran Bretagna | James Wilson          | 4°    | 4     | 21           |
| Argento | Gran Bretagna | Anton Hegarty         | 5°    | 5     | 21           |
| Argento | Gran Bretagna | Alfred Nichols        | 12°   | 12    | 21           |
| Argento | Gran Bretagna | Christopher Vose      | 19°   | -     | 21           |
| Argento | Gran Bretagna | Walter Freeman        | 22°   | -     | 21           |
| Argento | Gran Bretagna | Larry Cummins         | 26°   | -     | 21           |
| Bronzo  | Svezia        | Eric Backman          | 2°    | 2     | 23           |
| Bronzo  | Svezia        | Gustaf Mattsson       | 10°   | 10    | 23           |
| Bronzo  | Svezia        | Hilding Ekman         | 11°   | 11    | 23           |
| Bronzo  | Svezia        | Werner Magnusson      | 13°   | -     | 23           |
| Bronzo  | Svezia        | Lars Hedwall          | 24°   | -     | 23           |
| Bronzo  | Svezia        | Knut Alm              | 30°   | -     | 23           |
| 4       | Stati Uniti   | Patrick Flynn         | 9°    | 9     | 36           |
| 4       | Stati Uniti   | Fred Faller           | 15°   | 13    | 36           |
| 4       | Stati Uniti   | Max Böhland           | 16°   | 14    | 36           |
| 4       | Stati Uniti   | Lewis Watson          | 34°   | -     | 36           |
| 4       | Stati Uniti   | Bob Crawford          | 40°   | -     | 36           |
| 4       | Stati Uniti   | Amisoli Patisoni      | Rit.  | -     | 36           |
| 5       | Francia       | Gaston Heuet          | 8°    | 8     | 40           |
| 5       | Francia       | Gustave Lauvaux       | 17°   | 15    | 40           |
| 5       | Francia       | Joseph Servella       | 21°   | 17    | 40           |
| 5       | Francia       | Edmond Brossard       | 31°   | -     | 40           |
| 5       | Francia       | Edmond Bimont         | 32°   | -     | 40           |
| 5       | Francia       | Joseph Guillemot      | Rit.  | -     | 40           |
| 6       | Belgio        | Julien Van Campenhout | 7°    | 7     | 48           |
| 6       | Belgio        | Henri Smets           | 33°   | 20    | 48           |
| 6       | Belgio        | Aimé Proot            | 36°   | 21    | 48           |
| 6       | Belgio        | François Vyncke       | 37°   | -     | 48           |
| 6       | Belgio        | Pierre Trullemans     | 41°   | -     | 48           |
| 6       | Belgio        | Antoine Rivez         | 42°   | -     | 48           |
| 7       | Danimarca     | Albert Andersen       | 20°   | 16    | 53           |
| 7       | Danimarca     | Henrik Sørensen       | 27°   | 18    | 53           |
| 7       | Danimarca     | Jón Jónsen            | 28°   | 19    | 53           |
| 7       | Danimarca     | Julius Ebert          | 35°   | -     | 53           |
| 7       | Danimarca     | Artur Nielsen         | Rit.  | -     | 53           |